# Мехмед Диздар
Мехмед "Медо" Диздар рођен је 5. фебруара 1960 Бања Лука — Бања Лука, 15. октобар 2014) био је новинар и уредник "Гласа Српске"

## Биографија
Рођен је 5. фебруара 1960. године у Бања Луци, гдје је завршио основну школу, гимназију (1979) и правни факултет (1985). а цијели радни вијек провео је у "Гласу". Послом новинара почео се бавити професионално од 1. маја 1987. године све до 28. фебруара 2011. године. Од 1. марта 2011. био је на радном мјесту уредника рубрике "Хроника" све до своје смрти. Био је учесних Одбрамбено-отаџбинског рата 17. септембра 1991. до 31. марта 1996. у саставу Прес-центра 1. Крајишког корпуса Војске Републике Српске. Диздар је преминуо 15. октобра 2014. у Бања Луци, након краће  болести. Сахрањен је 16. октобра 2014. на Новом гробњу у Бања Луци.